# اولتراسون
اولتراسون (انگلیسی: Ultrasone) شرکت الکترونیک آلمانی است، که در سال ۱۹۹۱ تأسیس شد.